# Masterpieces
Masterpieces (Шедевры) — трибьют-альбом шведской пауэр-метал-группы HammerFall. На этом диске собраны кавер-версии, записанные шведской командой на самые известные и хитовые композиции классических пауэр-, спид-металлических и даже хард-роковых групп.
Место начавшего карьеру летчика Стефана Эльмгрена занял новый гитарист — Понтус Норгрен.

## Список композиций
1. Child Of The Damned (Warlord cover) (Дитя Проклятых) — 03:42
2. Ravenlord (Stormwitch cover) — 03:30
3. Eternal Dark (Picture cover) — 03:08
4. Back To Back (Pretty Maids cover) (Спина К Спине) — 03:38
5. I Want Out (Helloween cover) — 04:37
6. Man On The Silver Mountain (Rainbow cover) — 03:25
7. Head Over Heels (Accept cover feat. Udo Dirkscheider) — 04:36
8. Run With The devil (Heavy Load cover) — 03:36
9. We’re Gonna Make It (Twisted Sister cover) — 03:35
10. Breaking The Law (Judas Priest cover) — 02:12
11. Angel Of Mercy (Chastain cover) — 04:24
12. Rising Force (Yngwie Malmsteen cover) — 03:35
13. Detroit Rock City (Kiss cover) — 02:12
14. Crazy Nights (Loudness cover) — 03:39
15. Nar Vindarna Viskar Mit Namn (Roger Pontare cover) — 03:07
16. Flight Of The Warrior (Riot cover) — 02:12
17. Youth Gone Wild (Skid Row cover) — 03:18
18. Aphasia (Europe cover) — 02:34

## Состав группы
- Йоаким Канс (Joacim Cans) — вокал
- Оскар Дроньяк (Oscar Dronjak) — гитары, бэк-вокал, клавишные, тамбурин
- Понтус Норгрен (Pontus Norgren) — гитары (лидер, ритм, акустическая и 12-струнная), бэк-вокал
- Фредерик Ларссон (Fredrik Larsson) — бас-гитара
- Андерс Юханссон (Anders Johansson) — ударные